# Уссама Сануне
Уссама Сануне (2 серпня 1992) — алжирський плавець.
Учасник Олімпійських Ігор 2016 року.
Чемпіон Африки з плавання 2016 року, призер 2012 року.
Переможець Африканських ігор 2019 року, призер 2011 року.